# Tratado de fronteras marítimas entre Guinea Ecuatorial y Santo Tomé y Príncipe
El Tratado de fronteras marítimas entre Guinea Ecuatorial y São Tomé y Príncipe es un tratado internacional firmado en 1999 entre Guinea Ecuatorial y São Tomé y Príncipe que delimita la frontera marítima entre ambos estados.
El tratado fue firmado en Malabo el 26 de junio de 1999. El límite que figura en el texto del tratado se compone de dos partes separadas. La primera parte de la frontera separa Annobón de Guinea Ecuatorial y la isla de São Tomé. Esta porción de la frontera consta de cuatro segmentos marítimos en línea recta definidos por cinco puntos de coordenadas individuales. El límite es una línea equidistante aproximada entre las dos islas.
La segunda parte de la frontera definida separa Mbini (Guinea Ecuatorial continental) de la isla de Príncipe. Esta porción de la frontera es más compleja, puesto que consiste en 14 segmentos de línea recta definida por 15 puntos de coordenadas individuales. Igual que la primera parte, esta parte de la frontera es una línea equidistante aproximada entre los dos estados.
El tratado entró en vigor provisionalmente inmediatamente después de su firma. Todavía no ha sido ratificado por los países, en este caso entraría "definitivamente" en vigor. El nombre completo del tratado es "Tratado en cuanto a la delimitación de la frontera marítima entre la República de Guinea Ecuatorial y la República Democrática de São Tomé y Príncipe".